# سارا دومونت
سارا دومونت (به انگلیسی: Sarah Dumont) (زاده ۱۹۹۰) بازیگر، مدل آمریکایی است.
از فیلم‌های معروف او می‌توان به بازی در بازی آرام نقش اشاره کرد.